# 감

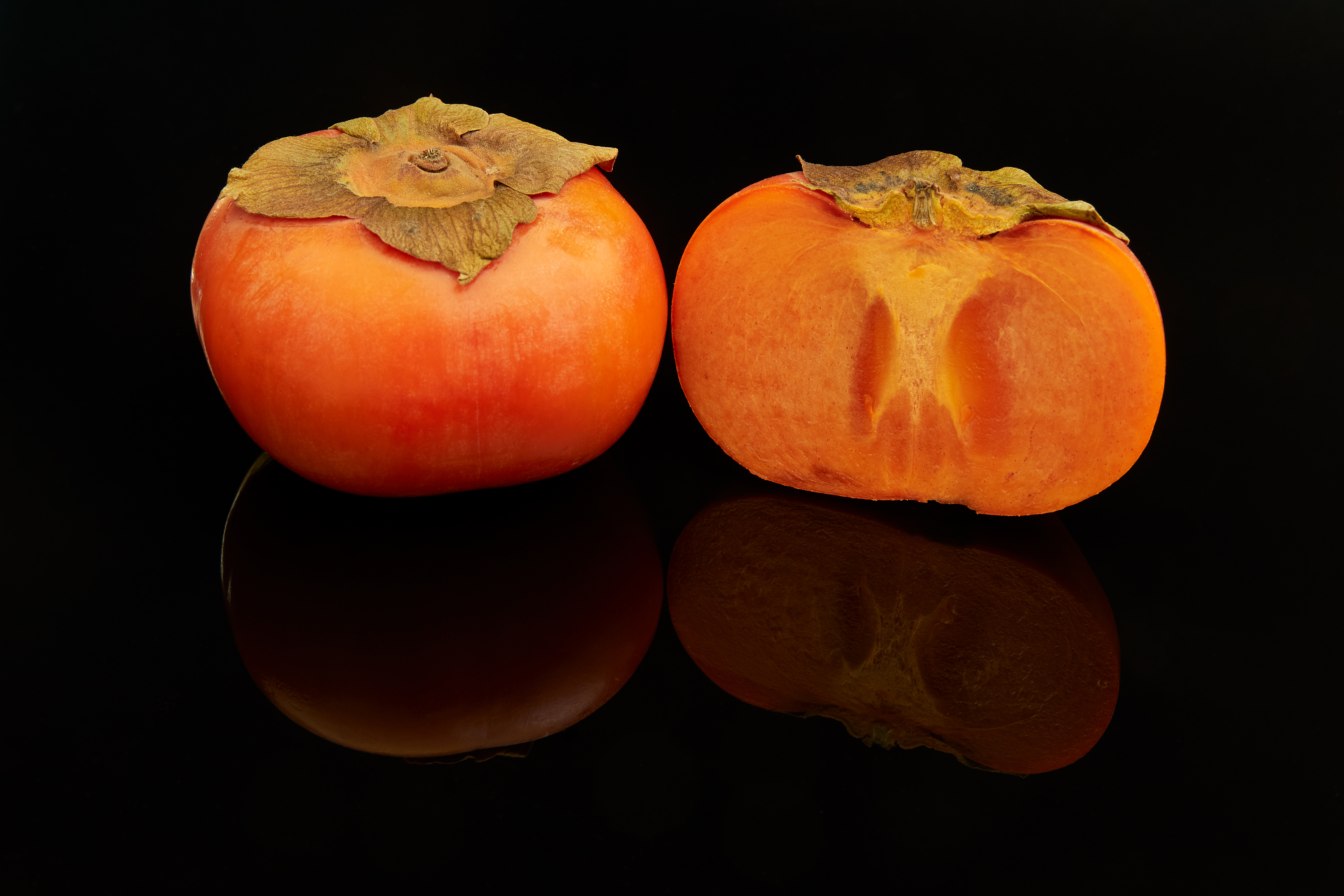
감

감(영어: persimmon)은 감나무속 나무에서 나는 과일이다. 단과(丹果)라고도 한다. 감나무(D. kaki)는 베트남, 한국, 중국, 일본 지역에서 주로 재배되며 맛이 매우 달고 가공, 저장이 쉬워 말려 먹거나 다른 음식에 넣어 먹기도 한다. 디오스프린이라는 탄닌 성분이 떫은 맛을 내고 이 성분이 많이 먹었을 때 변비를 일으키기도 한다. 크게 단단한 상태에서 먹는 단감과 완전히 익은 홍시, 말려서 먹는 곶감의 형태로 먹는다.

## 종류
- 감(Diospyros kaki)
- 검은감(Diospyros digyna)
- 마볼로(Diospyros discolor)
- 고욤(Diospyros lotus)
- 텍사스감(Diospyros texana)
- 버지니아감(Diospyros virginiana)

## 생산량
2005년 현재, 가장 많은 양의 감을 생산하고 있는 국가는 중국이며, 대한민국과 일본이 그 다음으로 많이 생산하고 있다. 다음은 국제 연합 식량 농업 기구 통계에 의한세계 상위 10개국의 감 생산량을 나타낸 것이다.
| \| 국가 \| 1970 \| 1990 \| 1995 \| 2000 \| 2005 \| \| -------- \| ------ \| ------ \| ------ \| ------- \| ------- \| \| 중국 \| 457341 \| 640230 \| 985803 \| 1615797 \| 1837000 \| \| 한국 \| 30310 \| 95758 \| 194585 \| 287847 \| 250000 \| \| 일본 \| 342700 \| 285700 \| 254100 \| 278800 \| 230000 \| \| 브라질 \| 21659 \| 46712 \| 51685 \| 63300 \| 150000 \| \| 이탈리아 \| 59600 \| 68770 \| 61300 \| 42450 \| 51332 \| \| 이스라엘 \| - \| 17200 \| 11000 \| 14000 \| 40000 \| \| 뉴질랜드 \| - \| 972 \| 1600 \| 1200 \| 1300 \| \| 이란 \| 25 \| 925 \| 1000 \| 1000 \| 1000 \| \| 호주 \| - \| 329 \| 640 \| 650 \| 650 \| \| 멕시코 \| - \| 275 \| 274 \| 450 \| 450 \| |        |        |        |         |         |
| 국가 | 1970   | 1990   | 1995   | 2000    | 2005    |
| 중국 | 457341 | 640230 | 985803 | 1615797 | 1837000 |
| 한국 | 30310  | 95758  | 194585 | 287847  | 250000  |
| 일본 | 342700 | 285700 | 254100 | 278800  | 230000  |
| 브라질 | 21659  | 46712  | 51685  | 63300   | 150000  |
| 이탈리아 | 59600  | 68770  | 61300  | 42450   | 51332   |
| 이스라엘 | -      | 17200  | 11000  | 14000   | 40000   |
| 뉴질랜드 | -      | 972    | 1600   | 1200    | 1300    |
| 이란 | 25     | 925    | 1000   | 1000    | 1000    |
| 호주 | -      | 329    | 640    | 650     | 650     |
| 멕시코 | -      | 275    | 274    | 450     | 450     |

## 요리법

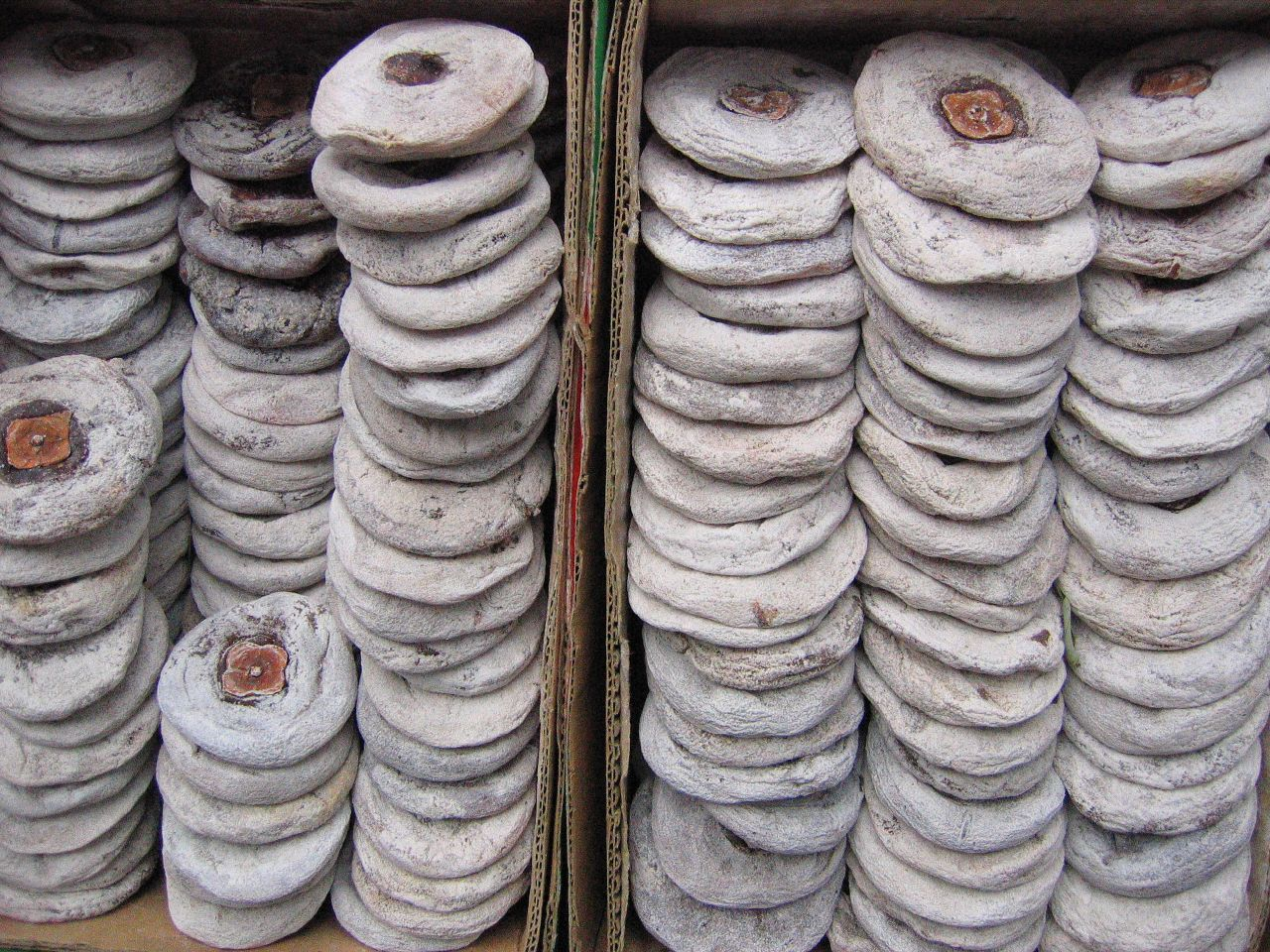
곶감. 감을 껍질을 벗겨낸 뒤 말린 것이다.

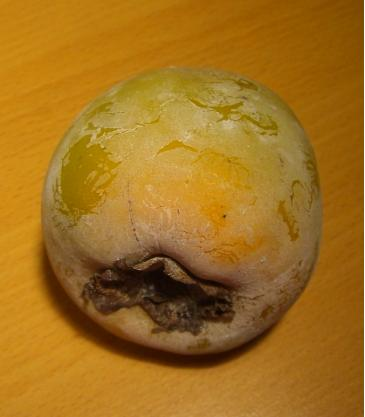
석회수에 보관한 감.

감은 그냥 먹기도 하지만, 말리거나 요리를 하여 먹는 경우도 있다. 생으로 먹는 경우, 일반적으로 껍질을 벗긴 후 4등분하여 먹는다. 홍시의 경우에는 숟가락으로 떠먹을 수도 있다. 잘 익은 감은 단맛이 난다. 그러나 완전히 익기 전에는 떫은맛이 나므로 먹을 수 없다. 대한민국을 비롯해 중국, 일본, 베트남 등지에서는 수확한 감을 2주에서 3주가량 실외에서 말린 후 실내에서 며칠 간 더 말려 곶감으로 먹기도 한다. 이것을 일본에서는 호쉬가키(干し柿), 중국에서는 쉬빙(柿饼), 베트남에서는 hồng khô라고 한다. 곶감은 간식이나 후식으로 대접되거나 다른 요리에 사용된다.
감을익히면 홍시가된다
한국의 전통 음료인 수정과를 만들 때 말린 감을 사용하기도 하며, 익은 감을 발효시켜 감식초를 만들기도 한다.
타이완에서는 석회수를 담은 단지에 감을 보관하여 떫은맛을 제거한다. 이 과정에서 감이 약간 물렁해져 이를 취시(脆柿)라고 한다. 보관 기간은 상온(25–28 °C)에서 5-7일정도이다. 중국 둥베이 지역과 한국에서는 감의 잎을 말려 감잎차를 만든다.

## 감 효능
비타민 A·C가 고루 들어 있어 피로 해소와 감기 예방에 탁월하며. 식이섬유 함량이 높아 장 기능을 개선한다. 해독·항산화 효과가 있으며, 칼륨과 마그네슘 등이 풍부하게 함유되어 있다. 고혈압 예방, 혈중 알코올의 상승률을 낮추는 효능도 있다.

## 사진

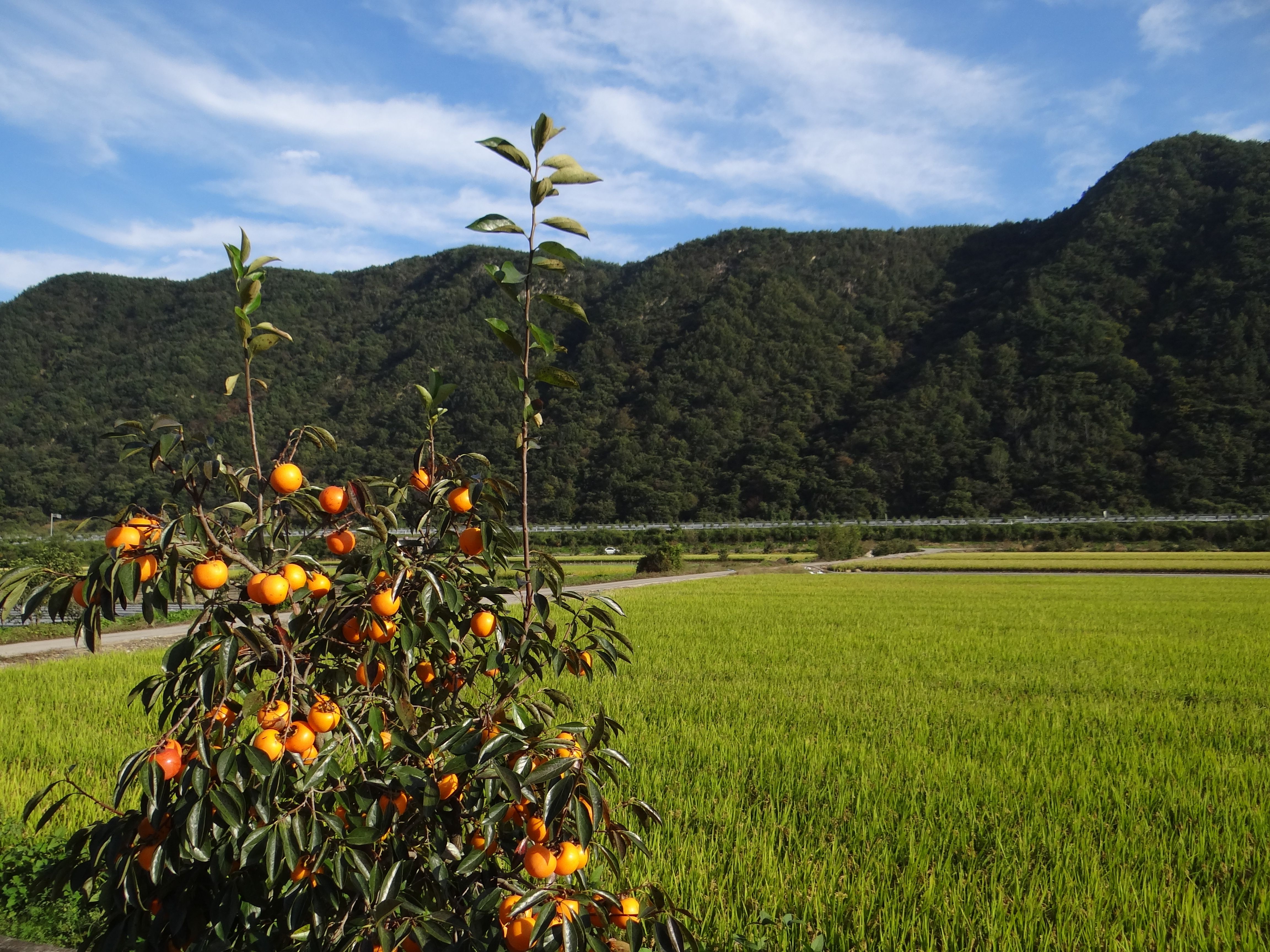
경천면 - 완주군 - 10월 2017년 (1) - 감나무.
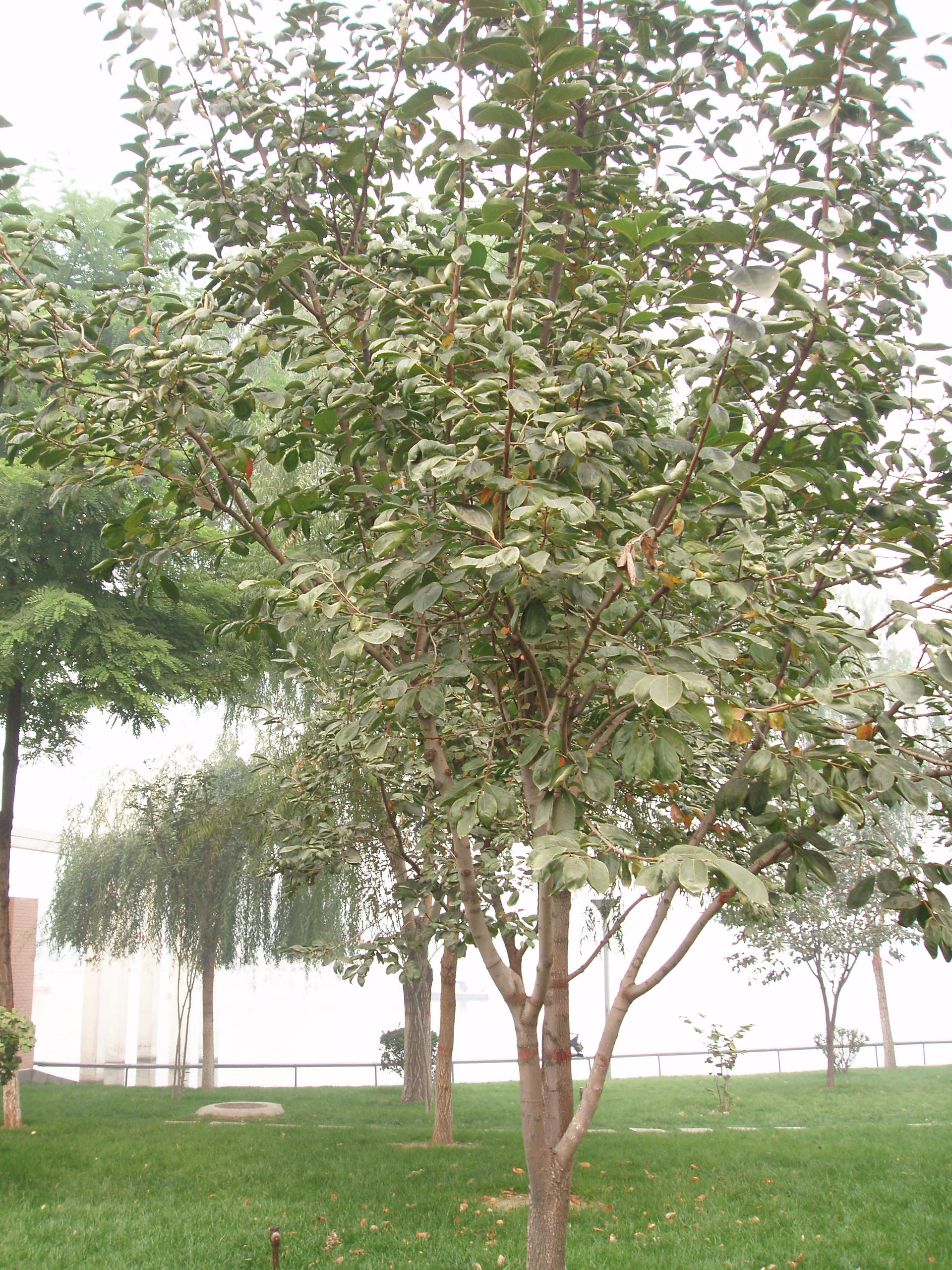
감나무.
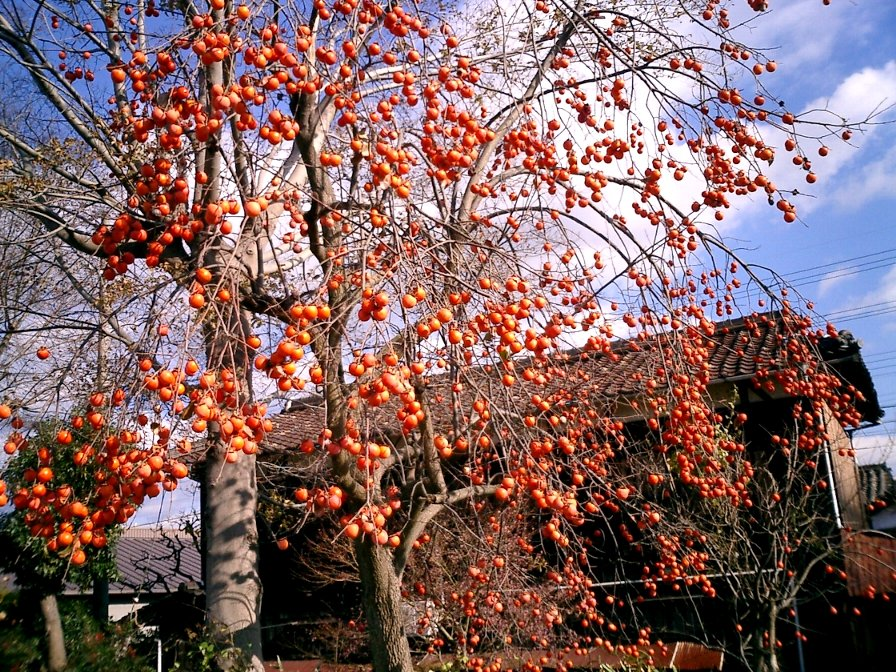
익은 감이 달린 감나무.
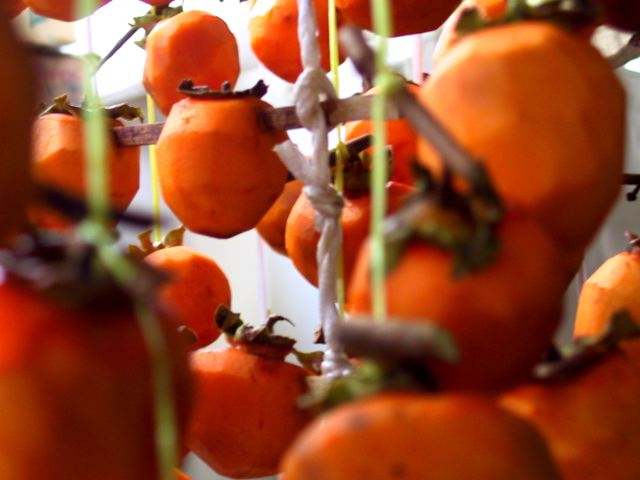
곶감.
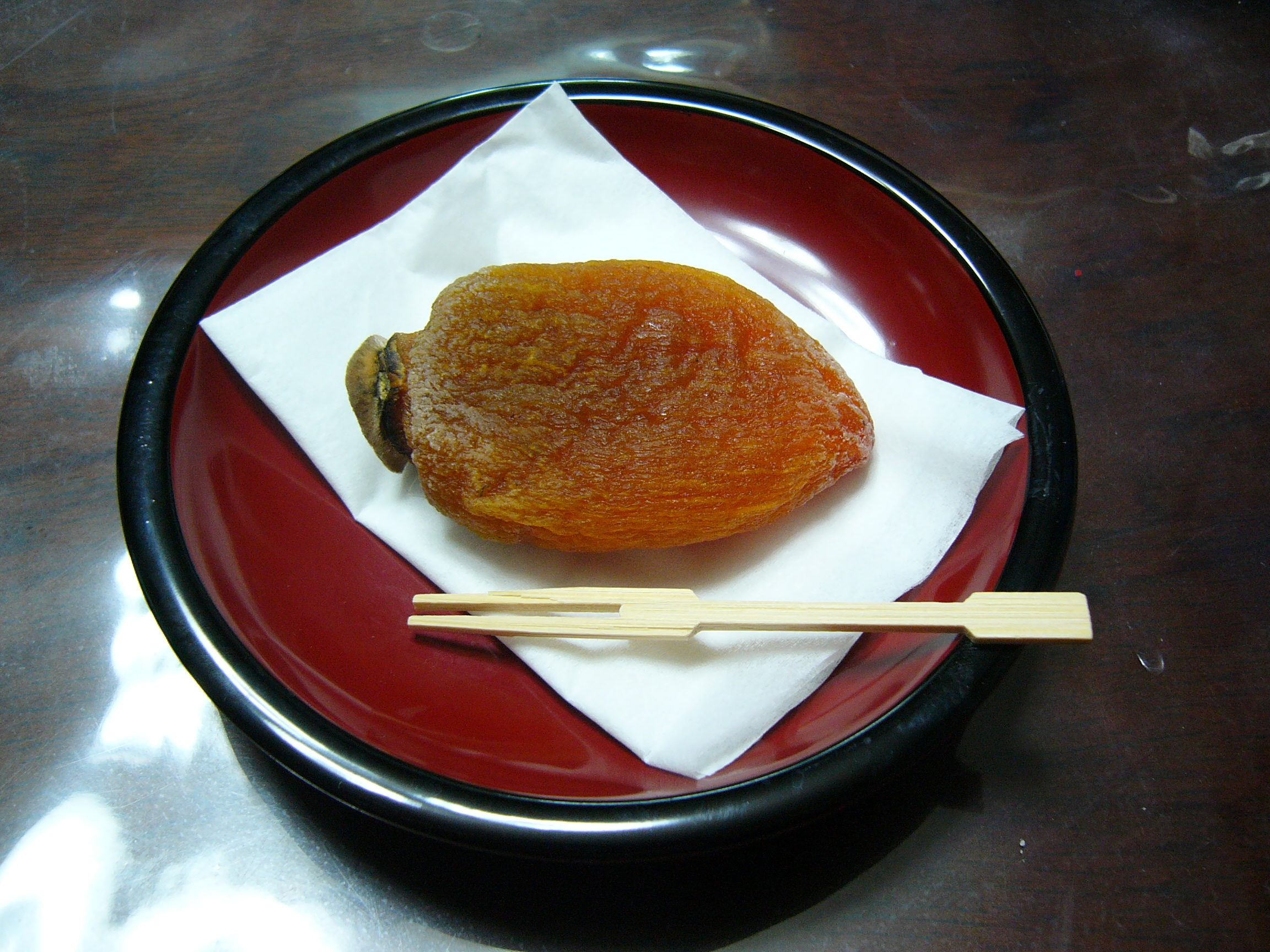
곶감.
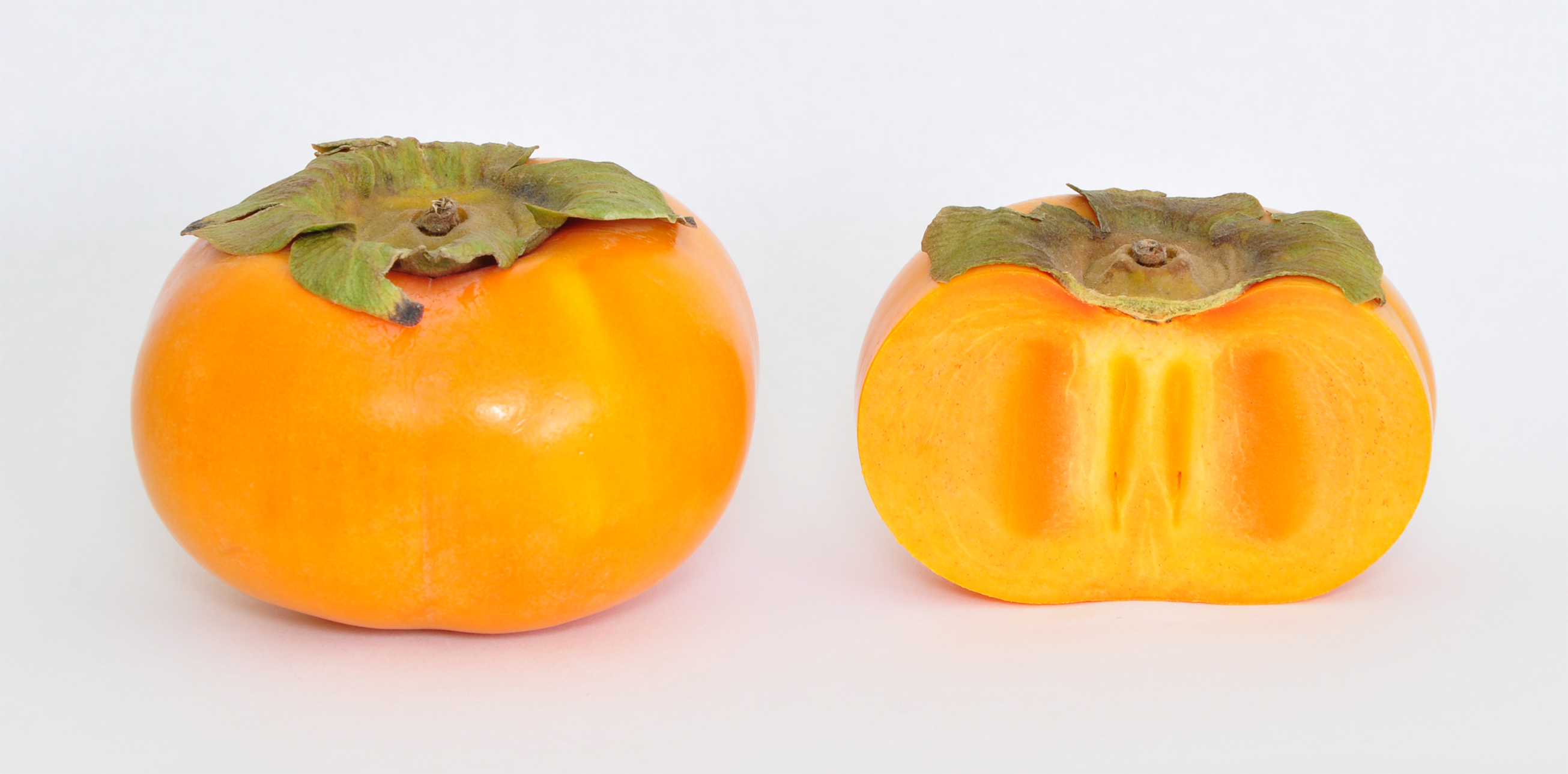
반으로 자른 감.

## 같이 보기
- 사포테